# Вулиця Богдана Хмельницького (Львів)
Ву́лиця Богда́на Хмельни́цького — одна з найстаріших вулиць Львова, що відома ще з XIII століття. Важлива транспортна магістраль, що йде на північ від центру і до виїзду з міста.

## Історія
Головною артерією колишнього Жовківського передмістя була Жовківська (раніше Волинська) дорога. Тепер це вулиця Богдана Хмельницького. Починається вона від площі Князя Ярослава Осмомисла. Як вважає Роман Могитич, тут, на перетині шляхів, був найстаріший торговий майдан міста. У XIII столітті він став межею між новозаснованим на магдебурзькому праві Середмістям та попереднім міським центром — Підзамчем. Починається Підзамче від того місця, де колись стояла Краківська брама (на нинішній вулиці Краківській між вулицями Яна Жижки та Лесі Українки) і веде спочатку через центр долокаційного Львова княжих часів. Головною його вулицею і був Волинський шлях.

## Забудова
Початок вул. Б. Хмельницького забудований переважно чиншовими кам'яницями XIX століття. Чотириповерхова кам'яниця № 3 споруджена у 1910-х років в стилі раціональної постсецесії. Її ровесницею є велична будівля під № 5, з високим мансардним дахом та масивними балконами і барельєфами. Цю кам'яницю збудували у 1912—1913 роках за проєктом Романа Фелінського та Адольфа Піллера.
Архітектор Роман Фелінський був автором проекту будинку № 11, збудованого у 1913 році фірмою Міхала Уляма для кам'яничника Саломона Рогатина. В ньому на першому поверсі був кінотеатр «Адрія», на осінні юдейські свята — Судні дні — приміщення кінотеатру перетворювали на тимчасову синагогу. За радянських часів кінотеатр назвали на честь Богдана Хмельницького. В останні роки свого існування кінотеатр спеціалізувався на показі індійських фільмів. Нині приміщення кінотеатру стоїть пусткою і невідома доля його інтер'єру з розписами відомого художника Володимира Патика.
Будинок № 23 сецесійний, у стилізованих формах галицького ренесансу, збудований 1912—1916 роках за проектом Александра Остена.
Від княжих часів однією з найдавніших споруд є церква святого Миколая (вул. Б. Хмельницького, 28а). Вона мурована з тесаних блоків білого вапняку не пізніше другої половини XIII століття у традиціях давньої галицької архітектури. До наших днів церква дійшла після численних перебудов. Фрески головного фасаду виконав Петро Холодний-старший у 1924 році.
Сходами за церквою можна піднятися до вулиці Замкової, якою можна вийти до Папарівки та колишнього лікувального закладу Кісельки при нинішній вулиця Мирона Кордуби, а також піднятися на Замкову гору.
Трохи далі чоловічий Василіянський монастир при церкві святого Онуфрія (вул. Б. Хмельницького, 36). Цей храм споруджено біля підніжжя Замкової гори, на місці дерев'яної церкви княжих часів. Церква кілька разів перебудовувалася. В ній є іконостас пензля Модеста Сосенка з 1908 року. У 1820 році збудовано муровану, квадратну в плані, чотириярусну дзвіницю, під якою у ніші була фігура Святого Онуфрія. В кам'яниці під № 6 на вул. Об'їздовій (тепер вулиця Долинського) у 1904 році була заснована читальня «Просвіти» Жовківського передмістя, якою опікувалися отці Василіяни з монастиря Святого Онуфрія. Монастир відомий ще з XIII століття. За переказами, тут перебувала ікона Божої Матері, яку малював євангеліст Лука. Чудотворний образ передав на зберігання у монастир князь Лев, а намісник Галичини князь Володислав Опольський вивіз її до Ченстохови.
Непарний бік вулиці Б. Хмельницького, навпроти монастиря, забудований переважно дво- та триповерховими чиншовими кам'яницями другої половини XIX століття. Щоб відчути дух того часу, варто заглянути у браму кам'янички № 59 з довгими старовинними сіньми та «романтичним» подвір'ячком.
За колією залізниці Львів—Броди, прокладеної у 1869 році, розташована церква святої Параскеви П'ятниці (вул. Б. Хмельницького, 77), яка була закладена теж у XIII столітті. Храм перебудували у 1644 році на кошти молдавського господаря Василя Лупула, який перебував на еміграції в Галичині. Чотиригранна вежа церкви з вікнами-бійницями мала оборонне значення. Раніше вона мала низьку круглу баню, яку під час реставрації за проектом Міхала Лужецького у 1908 році замінили банею з сигнатуркою і чотирма вежечками. В інтер'єрі церкви зберігся старий іконостас роботи львівських майстрів з 1610-х років. З боку вул. Гайдамацької серед дерев заховалася занедбана будівля колишньої плебанії, збудована наприкінці XIX століття. Її стіни викладені смугами брунатної та охристої нетинькованої цегли. Сотрудник П'ятницької церкви о. Стефан Мохнацький був засновником філії товариства «Просвіта» на Жовківському передмісті Львова на початку XX століття.
Ця частина вулиці Богдана Хмельницького та прилеглі вулиці забудовані переважно чиншовими кам'яницями 1880—1910 роках. Серед них впадає в око будинок під № 56 братів архітекторів Кароля і Яна Шульців, збудований у 1896 році у стилі неоренесансу з елементами маньєризму.
Львівська сецесія початку XX століття залишила по собі кілька пам'яток у цій віддаленій околиці. Це, насамперед кам'яниці при вул. Б. Хмельницького під номерами 66, 73, 72, 74 (у якій нещодавно відкрили фотогалерею «Простір»), 133, 135, 137, 149, 151, 153, 155, 161.
Під № 109 тепер будують якусь споруду. До 1941 року тут стояла синагога Коркіса, збудована у 1854 році товариством «Гомел Хесед». У 1911 році синагогу перебудували в орієнтальному стилі за проєктом архітектора Леопольда Райсса. Навпроти під № 88 був паровий млин Давида Аксельбрада. Тепер тут Львівський комбінат хлібопродуктів. Під № 121 містилася перша крайова фабрика дзеркал та шліфування скла Юзефа Фрідлендера.
Кілька сецесійних будівель (№ 140, 165, 137, 169, 171, 199, 203, 215) з'явилися за Жовківською рогаткою на території, яка до 1931 року формально ще не належала до Львова, а до громади Знесіння. Одна з будівель (вул. Хмельницького, 124) на Жовківській рогатці нагадує середньовічний замок. За Польщі тут була фабрика спиртових виробів та підсолоджених трунків «Йосиф Кронік та син», заснована ще 1872 року. Нині тут артцентр «Фабрика повидла». Після 8 років ревіталізації у стінах давньої фабрики запрацював найбільший у Львові центр сучасного мистецтва Jam Factory Art Center. Відкриття відбулося 18 листопада 2023 року. Jam Factory Art Center організовує виставки, театральні, музичні, освітні та спільнотні проєкти та запрошує до діалогу, збагачення досвіду і знань. Простір складається з давнього відновленого комплексу у якому розмістили великий виставковий зал, історичну виставку, крамницю, Jam Bar і терасу. До комплексу входять і нові простори, де збудували сучасний чорний куб, який слугує репетиційною залою, аудиторіум, Jam Cafe, укриття й офіс. Навколо облаштована публічна зона для прогулянок і відпочинку. Вхід на територію комплексу вільний, винятками є окремі події та виставки.
Неподалік, під № 175, у 1890-х роках збудували симпатичну двоповерхову кам'яничку зі стрільчастою вежею. Тут містилася адміністрація горілчаної фабрики, конкурентки фірми Бачевського. Тут  міститься бібліотека-філіал № 27 ЦБС для дітей м. Львова або ж бібліо-хаб «Під Високим Замком».
Під № 176 у 2008 році відкрито виставковий центр «Lemberg» із загальною площею 7000 м², у 2016 році під № 188а відкрито будівельний гіпермаркет «Епіцентр» із загальною площею 28224 м². Від 2012 року під № 214 розташований ТРЦ «ВАМ».
Біля рогатки була церква Святої Варвари, споруджена у 1668 році. Під час касаційних реформ австрійського уряду кінця XVII століття, а саме 1784 року церква була закрита та 1802 року — розібрана. За колишньою рогаткою у 1957 році під № 132 збудували середню школу № 7 за типовим проєктом. Далі вулицею Б. Хмельницького до вул. Липинського — садибна та малоповерхова забудова впереміш з промисловими та логістичними територіями. Ще наприкінці XIX століття тут збудували нафтопереробний завод (Львівський дослідний нафтомаслозавод, вул. Хмельницького, 207, закритий 2009 року), до якого, а також до Нової міської різні, впоперек Жовківської дороги проклали залізничну колію. Старих житлових будівель австрійського і польського періоду тут стає все менше, тож вони привертають увагу. Наприклад, двоповерхова кам'яниця під № 215, багато декорована у стилі декоративної сецесії, що зберегла на мережному металевому балконі шестикутну зірку. Під № 225 розташований автовокзал «Північний», більш відомий як «Автостанція № 2».
У 1960-х роках територію між вул. Грінченка, Хмельницького та Мідною забудували панельними п'ятиповерхівками. У наступні десятиліття з'явилося кілька масивів дев'ятиповерхових будинків. Перший такий видовжений будинок на вул. Хмельницького, 267—269 місцеві мешканці назвали «Китайською стіною». Зі східного боку вулиці Хмельницького будувалися промислові підприємства.
2011 року здано в експлуатацію адміністративно-комерційний центр ТзОВ «Основа-К» на вул. Хмельницького, 212 (корпус 2). Шестиповерхову будівлю споруджено за проєктом, розробленим фахівцями ПрАТ «Львівський проектний інститут».
19 квітня 2018 року, під час сесії Львівської міської ради прийняли ухвалу «Про надання комунальному підприємству «Львівська 1-ша міська клінічна лікарня ім. Князя Лева», в оренду нежитлових приміщень на вул. Хмельницького, 195». Оренда розрахована на 5 років. У квітні 2019 року на вул. Хмельницького, 195 відкрилася амбулаторія сімейної медицини для мешканців мікрорайону Знесіння. Загалом це уже 19 амбулаторія, яку відкрили у Львові. Сюди перейшов працювати персонал амбулаторії сімейної медицини № 1, який працював в амбулаторії на вул. Польовій, 29.

## Транспорт
Вулиця Богдана Хмельницького — одна з основних транспортних артерій північно-східної частини Львова, по ній пролягають численні маршрути автобусів та маршрутних таксі, що сполучають Збоїща і Підзамче з іншими районами Львова. До 2020 року курсувало маршрутне таксі № 48 від Збоїщ до аеропорту «Львів». Біля перехрестя з вулицею Липинського розташований автовокзал «Північний» (колишня автостанція № 2), звідки курсують приміські автобуси до Ямполя (№ 114), Нового Яричева (№ 120), Куликова (№ 124), Кам'янки-Бузької (№ 150), Жовкви (№ 151), Дублян (№ 180А), Крехова (№ 295) та низки сіл Жовківського та Золочівського районів Львівської області.
У середній частині вулиці Хмельницького, на ділянці від вулиці Гайдамацької до вулиці Промислової, прокладена трамвайна колія, якою курсує трамвай № 6, що сполучає Збоїща із головним залізничним вокзалом.

## Світлини

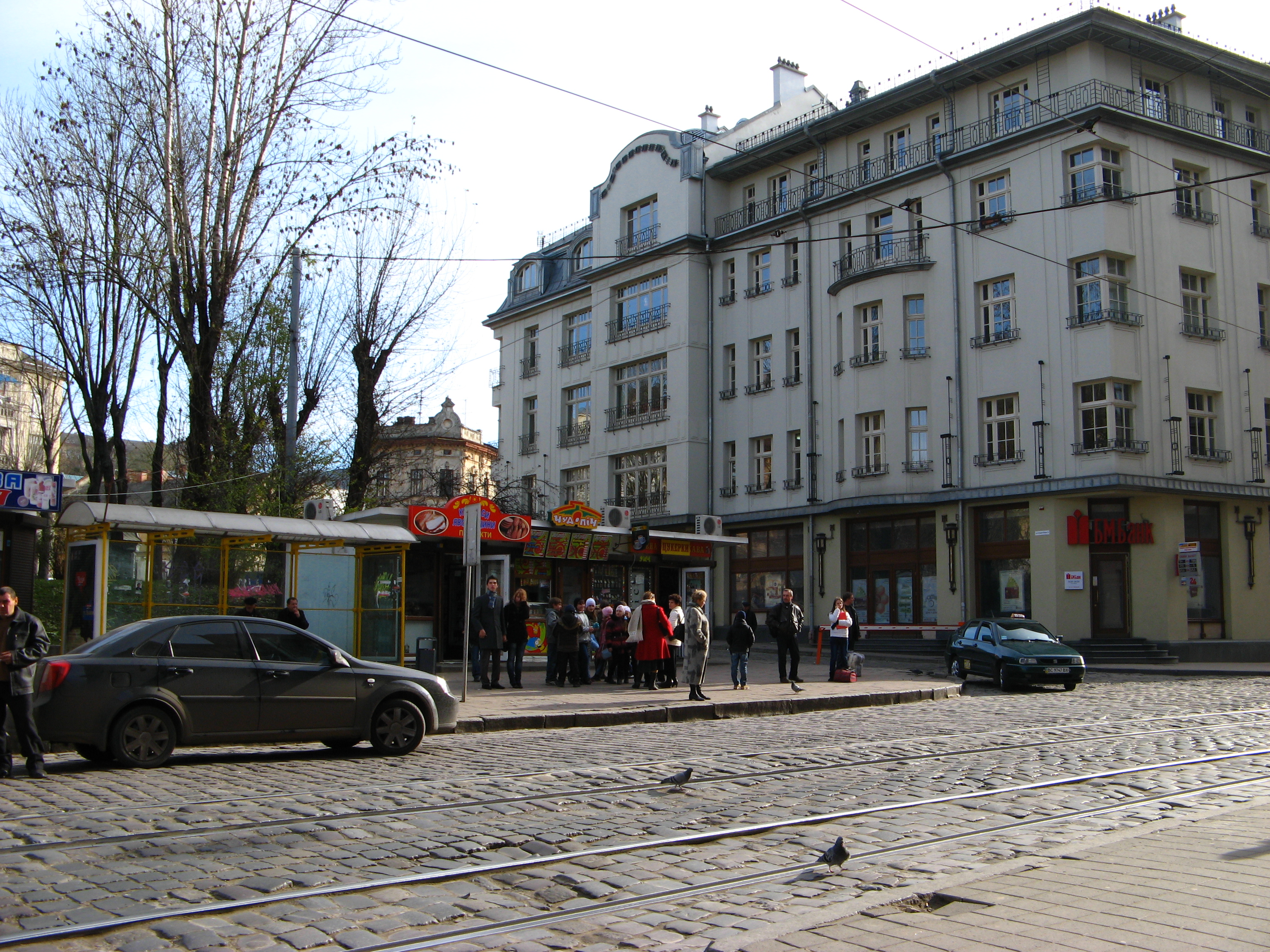
Трамвайна зупинка «Площа Старий Ринок» навпроти колишнього кінотеатру імені Б. Хмельницького
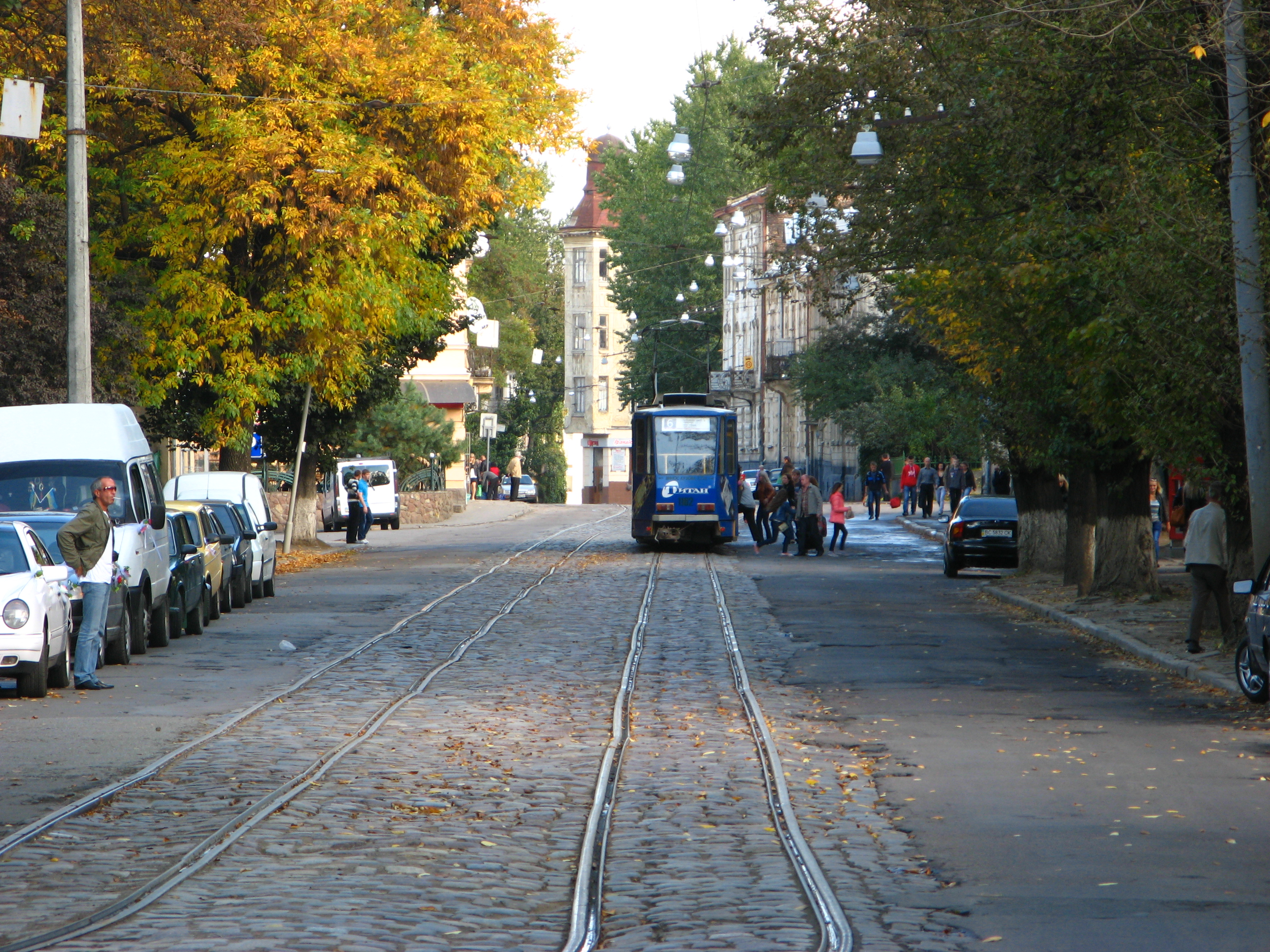
Трамвай № 6 біля станції Підзамче
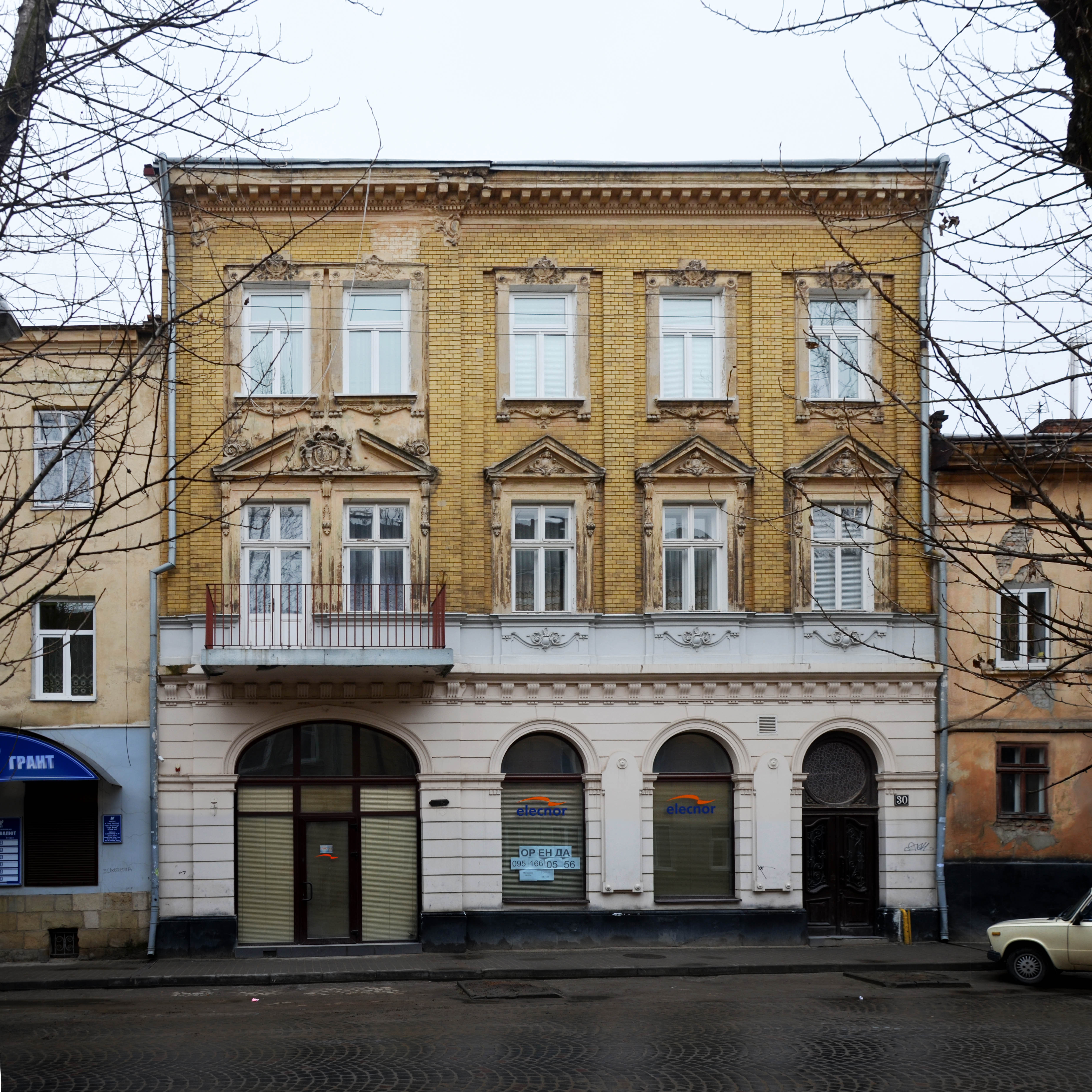
Кам'яниця (вул. Богдана Хмельницького, 30)
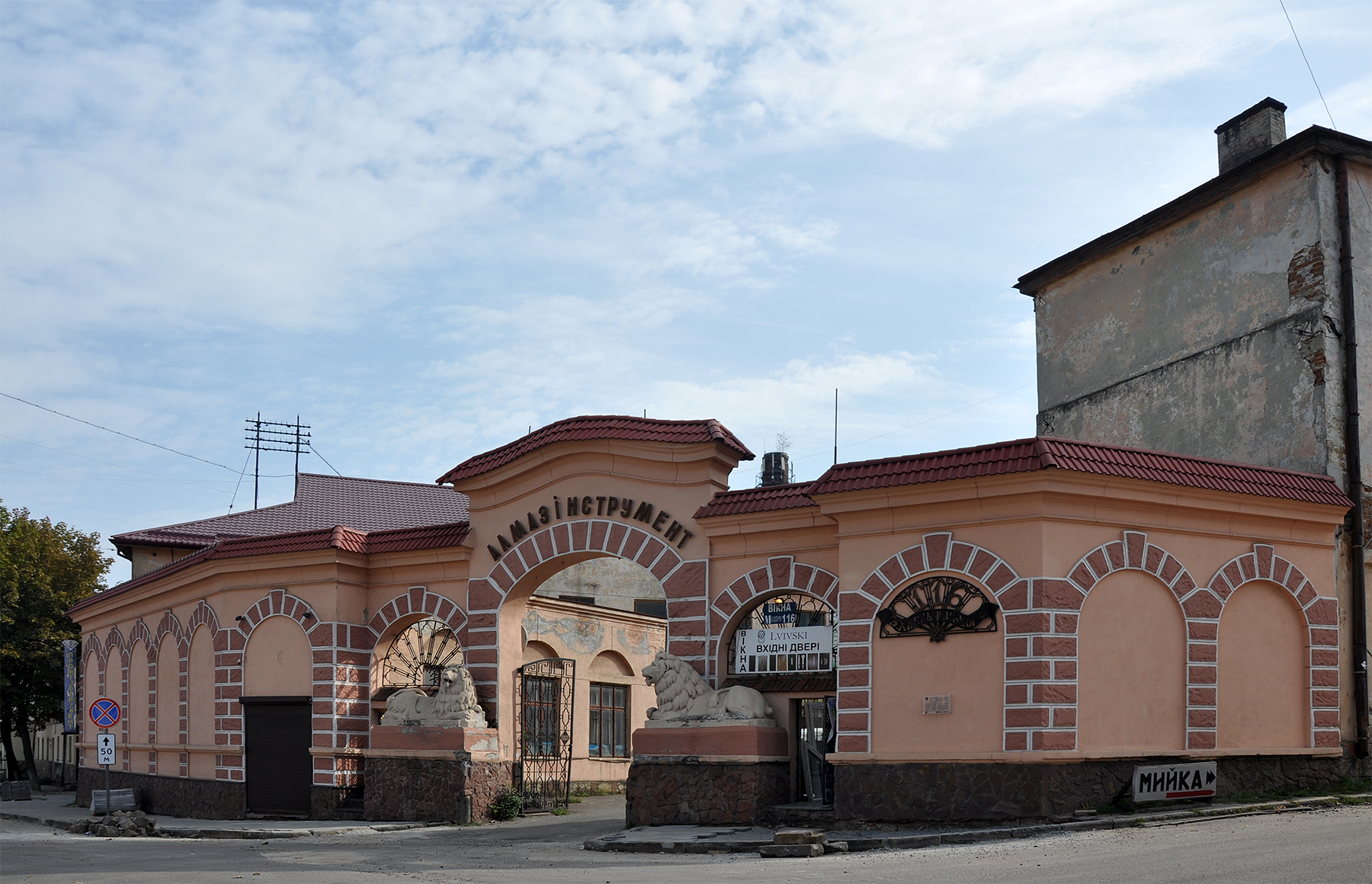
Колишня фабрика Бачевських (вул. Богдана Хмельницького, 100)
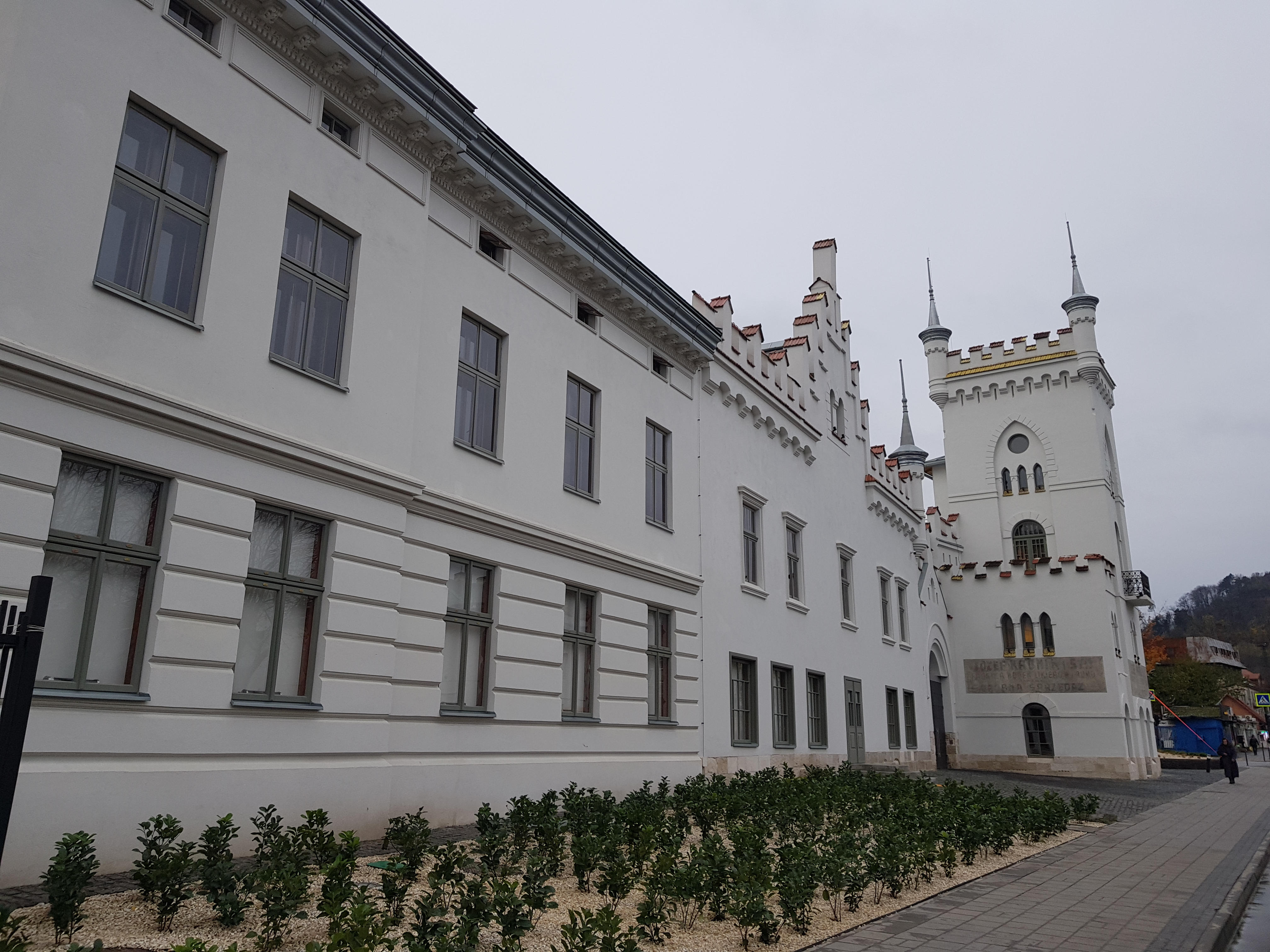
Колишня фабрика спиртових виробів та підсолоджених трунків Йосифа Кроніка (вул. Богдана Хмельницького, 124)
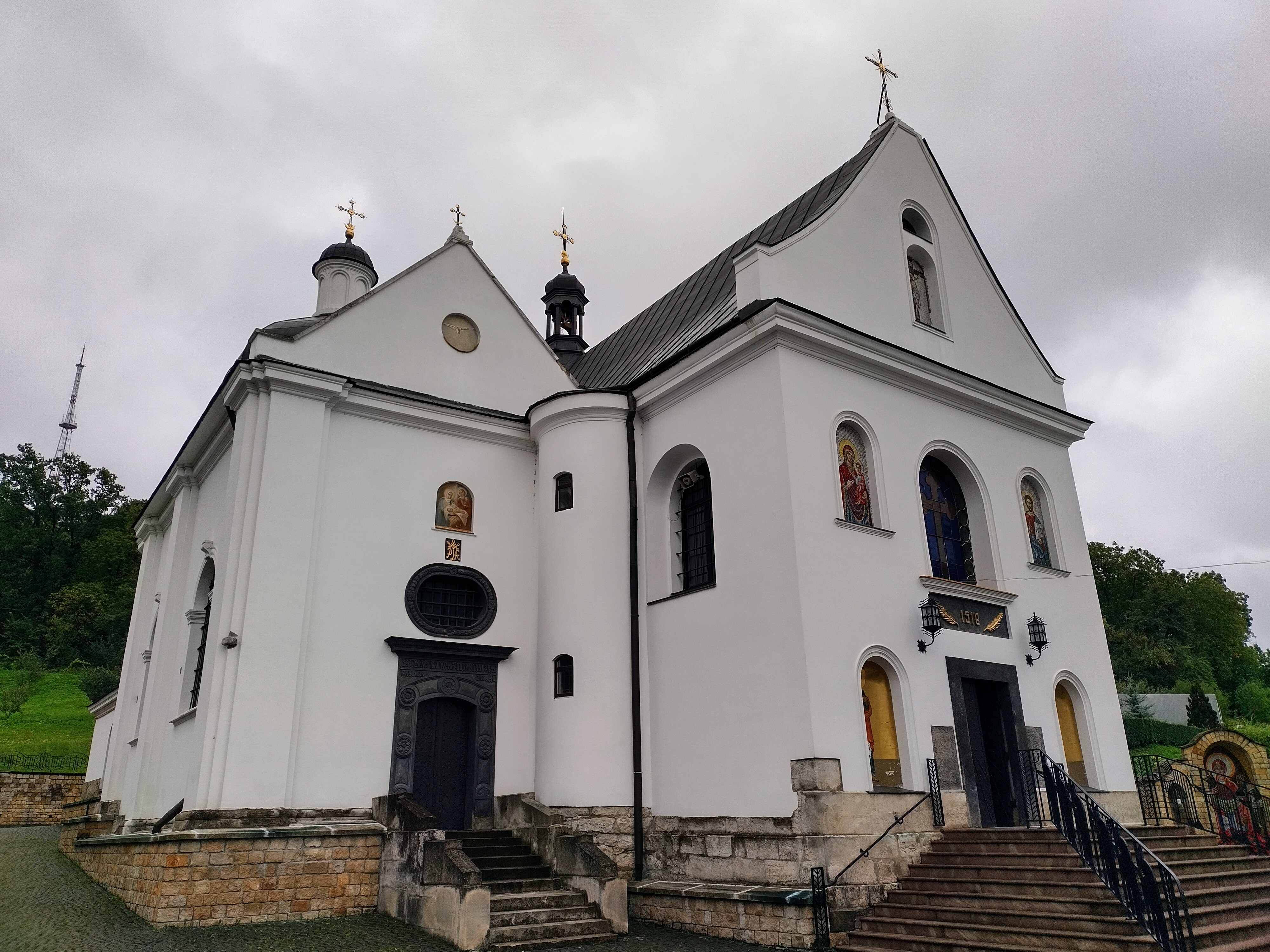
Церква монастиря Святого Онуфрія (вул. Богдана Хмельницького, 36)
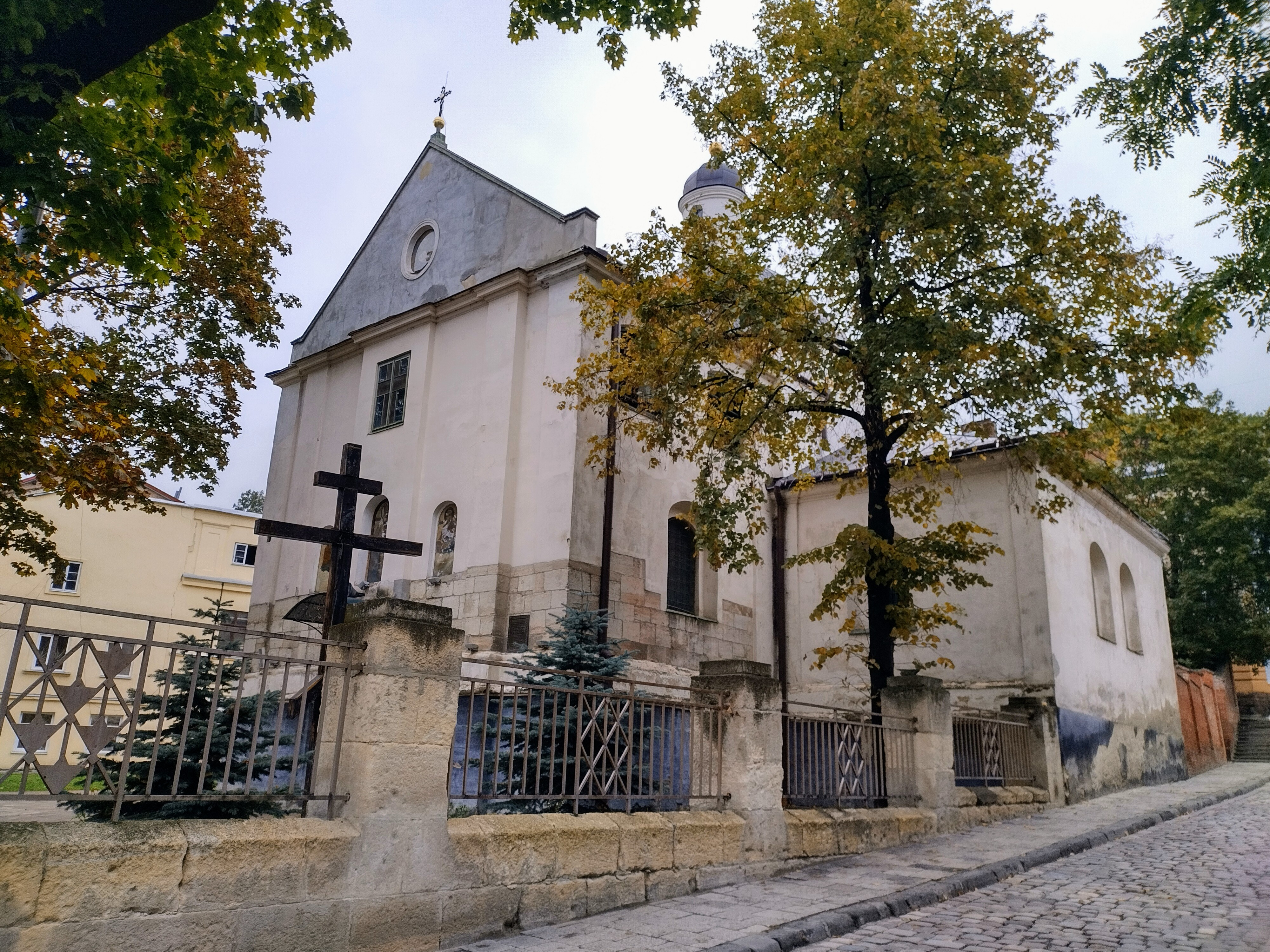
Церква Святого Миколая (вул. Богдана Хмельницького, 28а)
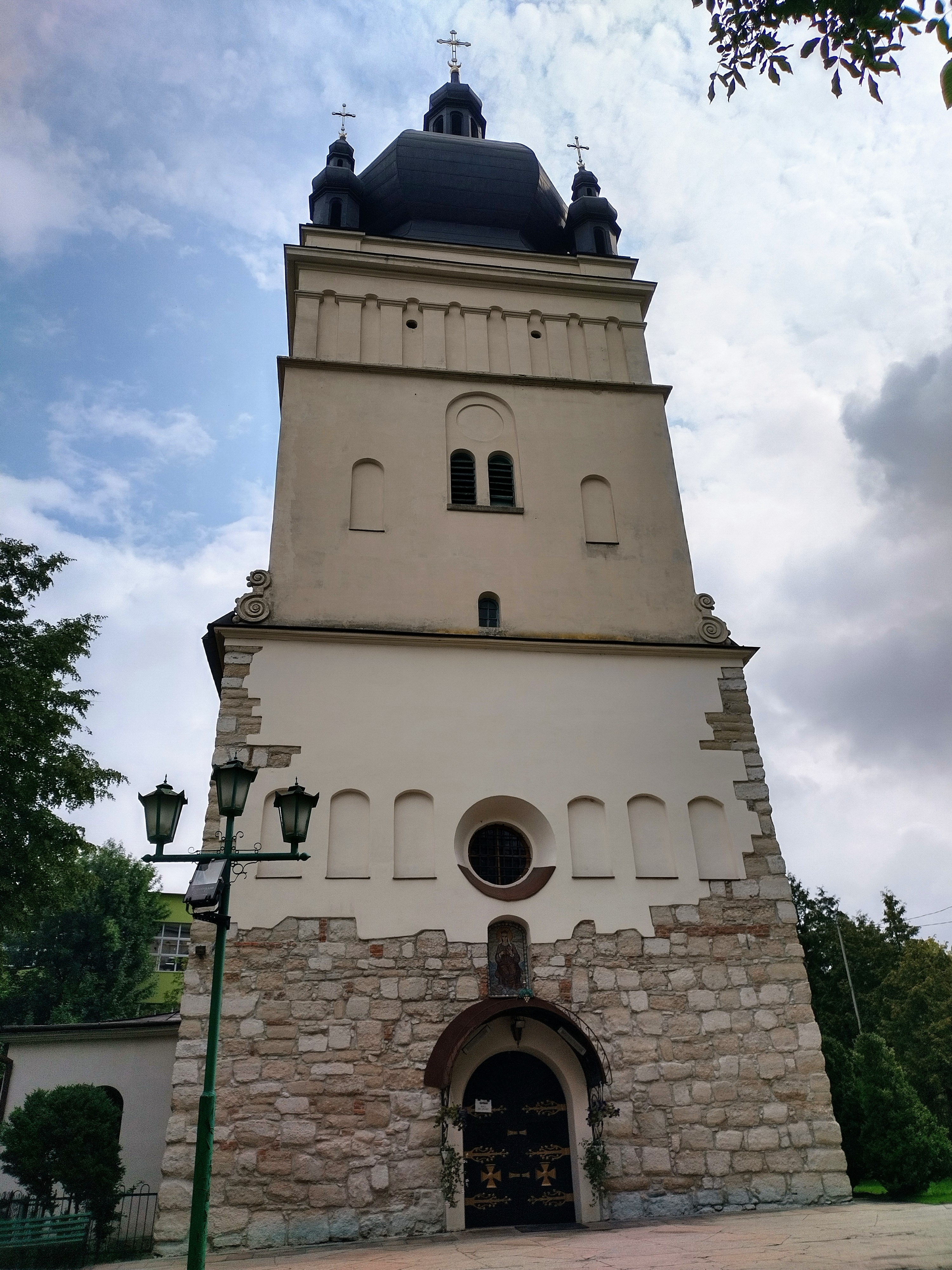
Церква Святої Параскеви П'ятниці (вул. Богдана Хмельницького, 77)